# Кнопочки и человечки
«Кнопочки и человечки» — советский короткометражный рисованный мультфильм, снятый по мотивам повести Бориса Житкова «Что я видел» на студии «Экран» в 1980 году.

## Сюжет
Экранизация нескольких глав из повести Бориса Житкова «Что я видел».
Мальчик по имени Алёша с мамой впервые приезжают в Москву и останавливаются в гостинице, где всё вызывает у мальчика огромный интерес. Но настоящие приключения начинаются тогда, когда Алёша, который очень любит нажимать на кнопки, вызывает к себе в номер одновременно официанта, носильщика и уборщицу. Из-за этого маме приходится стыдливо извиняться за своего сына. Маленькая случайная шалость чуть не приводит к большой ссоре матери с сыном, но Алёша понимает свою вину, и, помирившись, они продолжают гостить в отеле.

## Создатели
- Автор сценария: Владимир Голованов
- Режиссёр: Марианна Новогрудская
- Художник-постановщик: Галина Беда
- Мультипликаторы: Борис Тузанович, Павел Петров, Валерий Токмаков, Наталья Базельцева, Наталия Грачёва, Алла Гришко
- Оператор: Эрнст Гаман
- Композитор: Михаил Меерович
- Звукооператор: Виталий Азаровский
- Роли озвучивали: Наталья Швец, Станислав Федосов
- Над фильмом работали: Ирина Дегтярёва, Т. Кузьмина, Лера Рыбчевская, Лидия Никитина, Ирина Черенкова, Валентин Самотейкин, Е. Лопатникова, Елена Косарева, В. Дмитриева, Михаил Першин, Александр Тимофеевский.
- Создатели проверены по титрам мультфильма.

## Фестивали и награды
- 1981 — ВКФ телефильмов в Ереване: приз жюри и приз за режиссуру; приз МФАФ в Лилле (Франция)[1].

## Отзывы
Говоря о работах Марианны Новогрудской, адресованных самым маленьким зрителям, и в частности о мультфильме «Кнопочки и человечки», писательница Марина Вишневецкая отмечала, что они «увлекают и взрослого зрителя изысканностью исполнения, ассоциативностью видения, потребностью автора размышлять о сущностных проблемах бытия».

## Издания на DVD
Мультфильм переиздавался на DVD в сборниках мультфильмов «Если бы я был моим папой…» и «В гостях у сказки. Выпуск 5» (дистрибьютор: Киновидеообъединение «Крупный план»).